# Fujishima Hikaru
Hikaru Fujishima (sinh ngày 5 tháng 4 năm 1989) là một cầu thủ bóng đá người Nhật Bản.

## Sự nghiệp câu lạc bộ
Hikaru Fujishima đã từng chơi cho Grulla Morioka và Vanraure Hachinohe.